# Ideo (Iliade)
Nella mitologia greca, Ideo è un araldo troiano, nonché auriga privato del carro di Priamo al tempo della guerra di Troia. Omero lo presenta come il sostituto del re nei momenti in cui Achei e Troiani trattano pacificamente per risolvere il conflitto senza scontri di massa, bensì tramite leali duelli. Il suo ruolo di guidatore di carri è invece esplicitato nel XXIV libro del poema, quando scorta l'anziano re presso la tenda di Achille.

## Il mito

### Prima della guerra
Gli scritti che citano Ideo anteriormente al conflitto troiano sono scarsissimi; un frammento saffico afferma che l'araldo arrivò correndo a Troia da Tebe Ipoplacia, annunciando l'imminente matrimonio di Ettore e Andromaca, che gli abitanti accolsero con acclamate manifestazioni di gioia ed una grandissima partecipazione emotiva.

### Nel conflitto
Nel libro III dell'Iliade, Achei e Troiani stabilirono di mettere fine alle ostilità tramite un regolare duello tra Paride e Menelao; nel caso in cui a vincere fosse stato il primo, i Troiani avrebbero potuto tenersi la donna rapita, Elena; in caso contrario, quest'ultima sarebbe stata restituita al legittimo marito, Menelao appunto. Ideo, carico dei preziosi crateri e delle coppe lucenti simboleggianti il patto, riferì personalmente a Priamo quanto era stato deciso, invitandolo a raggiungere il campo di battaglia per assistere allo scontro.